# Lotan Giladi
Lotan „Spinx“ Giladi (hebräisch לוטן גלעדי; * 13. September 2000) ist ein israelischer E-Sportler in der Disziplin Counter-Strike: Global Offensive.

## Karriere
Giladi begann seine professionelle Karriere im Juli 2020 für das Team Tikitakan. Im August wechselte er zur amerikanischen Organisation c0ntact Gaming. Nachdem er mit der Flashpoint Season 2 und der DreamHack Masters Winter 2020: Europe für c0ntact seine ersten größeren Turniere gespielt hatte, wechselte er im Januar 2021 zur finnischen Organisation ENCE. In diesem Jahr erreichte Giladi einen 9.–12. Platz ESL Pro League Season 13 und den zweiten Platz nach einer Niederlage gegen Ninjas in Pyjamas in der Intel Extreme Masters XVI - Fall: Europe. Überdies spielte er im PGL Major Stockholm 2021 sein erstes Major-Turnier, welches er nach einer Niederlage gegen Mousesports auf dem geteilten 15. Platz beendete.
Im folgenden Jahr erreichte er das Finale der ESL Pro League Season 15, welches er mit seinem Team gegen den Faze Clan verlor. Im ersten Major des Jahres, dem PGL Major Antwerp 2022, erreichte er nach einer Niederlage gegen Natus Vincere das Halbfinale. Darüber hinaus erzielte er den geteilten 5. Platz im Blast Premier: Spring Finals 2022 und den 5.–8. Platz im Roobet Cup. Im August wechselte er zum französischen Clan Team Vitality, wo er Kévin Rabier ersetzte. Anschließend gewann er bereits das zweite Turnier mit seinem neuen Team, die ESL Pro League Season 16 mit einem 3:2-Sieg gegen Team Liquid. Das zweite Major des Jahres, das IEM Major: Rio 2022, beendete auf dem geteilten 12. Rang, nachdem er gegen sein vorheriges Team ENCE ausschied. Für seine Einzelleistungen wurde er von HLTV als 18. in die Liste der besten Spieler des Jahres gewählt.
2023 siegte er bei der Intel Extreme Masters Rio 2023. Im BLAST.tv Major: Paris 2023, dem letzten Major-Turnier in Counter-Strike: Global Offensive, konnte er nach einem 2:0-Sieg gegen GamerLegion seinen ersten Major-Titel gewinnen. Im weiteren Verlauf des Jahres siegte er beim Gamers8 2023, dem Blast Premier: Fall Final 2023 und dem Blast Premier: World Final 2023. Weiterhin erzielte Giladi den zweiten Rang beim Blast Premier: Spring Final 2023. Für seine Einzelleistungen wurde er erneut als Fünfter in die Liste der besten Zwanzig Spieler gewählt.
2024 gewann Giladi die Intel Extreme Masters Cologne 2024. Überdies erreichte er das Finale bei der ESL Pro League Season 19 und der Intel Extreme Masters Dallas 2024 sowie das Halbfinale im Blast Premier: Spring Final 2024 und dem Blast Premier: Fall Final 2024. Im PGL Major: Kopenhagen 2024 erreichte er das Halbfinale, während er im Perfect World Major: Shanghai 2024 das Viertelfinale erreichte. Als 13. wurde er von HLTV erneut in die Liste der besten Spieler des Jahres gewählt.
Im Januar 2025 wurde er bei Team Vitality auf die Bank gesetzt. Anschließend wechselte Giladi zu Mouz. Mit seinem neuen Team siegte er beim ersten gemeinsamen Turnier, dem PGL Cluj-Napoca 2025.

## Erfolge (Auszug)
Dies ist ein Ausschnitt der Erfolge von Giladi. Da Counter-Strike in Wettkämpfen stets in Fünfer-Teams gespielt wird, beträgt das persönliche Preisgeld ein Fünftel des gewonnenen Gesamtpreisgeldes des Teams.
| Jahr | Platz   | Turnier                                  | Team          | Persönliches Preisgeld |
| ---- | ------- | ---------------------------------------- | ------------- | ---------------------- |
| 2021 | 2.      | Intel Extreme Masters XVI - Fall: Europe | Ence          | 03.500 $               |
| 2022 | 2.      | ESL Pro League Season 15                 | Ence          | 018.000 $              |
| 2022 | 3. – 4. | PGL Major Antwerp 2022                   | Ence          | 014.000 $              |
| 2022 | 1.      | ESL Pro League Season 16                 | Team Vitality | 040.000 $              |
| 2023 | 1.      | Intel Extreme Masters Rio 2023           | Team Vitality | 020.000 $              |
| 2023 | 1.      | BLAST.tv Major: Paris 2023               | Team Vitality | 100.000 $              |
| 2023 | 2.      | Blast Premier: Spring Final 2023         | Team Vitality | 017.000 $              |
| 2023 | 3. – 4. | Intel Extreme Masters Cologne 2023       | Team Vitality | 016.000 $              |
| 2023 | 1.      | Gamers8 2023                             | Team Vitality | 080.000 $              |
| 2023 | 1.      | Blast Premier: Fall Final 2023           | Team Vitality | 040.000 $              |
| 2023 | 1.      | Blast Premier: World Final 2023          | Team Vitality | 100.000 $              |
| 2024 | 3. – 4. | PGL Major: Kopenhagen 2024               | Team Vitality | 016.000 $              |
| 2024 | 2.      | ESL Pro League Season 19                 | Team Vitality | 016.000 $              |
| 2024 | 2.      | Intel Extreme Masters Dallas 2024        | Team Vitality | 08.400 $               |
| 2024 | 3. – 4. | Blast Premier: Spring Final 2024         | Team Vitality | 08.000 $               |
| 2024 | 1.      | Intel Extreme Masters Cologne 2024       | Team Vitality | 080.000 $              |
| 2024 | 3. – 4. | Blast Premier: Fall Final 2024           | Team Vitality | 08.000 $               |
| 2024 | 3. – 4. | Blast Premier: World Final 2024          | Team Vitality | 017.000 $              |
| 2025 | 1.      | PGL Cluj-Napoca 2025                     | Mouz          | 080.000 $              |
| 2025 | 2.      | ESL Pro League Season 21                 | Mouz          | 010.000 $              |
| 2025 | 2.      | Blast Open Spring 2025                   | Mouz          | 012.000 $              |

## Auszeichnungen
- 2022: Platz 18 der HLTV.org Bestenliste[5]
- 2023: Platz 5 der HLTV.org Bestenliste[6]
- 2024: Platz 13 der HLTV.org Bestenliste[7]